# 阿佐ヶ谷美術専門学校
阿佐ヶ谷美術専門学校（あさがやびじゅつせんもんがっこう）は、東京都杉並区梅里一丁目3番3号にある「学校法人 阿佐ヶ谷学園」が設置する私立美術専門学校である。通称は「アサビ」。

## 歴史
- 1945年 - 三輪孝（東京美術学校油絵科卒、光風会会員、1911年 - 1964年）が阿佐ヶ谷洋画研究所を設立する。
- 1952年 - 阿佐ヶ谷美術学園の設立認可がされる。
- 1958年 - デザイン専門部2年制を設置。
- 1964年 - 学校法人の認可を受ける。デザイン専門部3年制へ改編成。孝の死去に伴い息子の孝光が学校長に就任。
- 1972年 - 絵画研究科を設置。
- 1977年 - 私立学校法に基づいた専門学校となる。
- 1991年 - イメージクリエーション科を新設。
- 1993年 - 1年制の研究コースを新設。
- 1995年 - 創立50周年記念事業を挙行。
- 2001年 - 研究コースを研究科へ改称。
- 2005年 - 時空デザイン科を新設。創立60周年記念事業を挙行。
- 2010年 - 時空デザイン科をメディアデザイン科へ名称変更。
- 2012年 - キャラクターデザイン科を新設。
- 2014年 - メディアデザイン科を映像デザイン科へ、スペースデザイン科をリビングプロダクトデザイン科へ名称変更。
- 2015年 - 創立70周年記念行事を挙行。

## 学科
3年制
- デザイン学科
  - 視覚デザインコース
  - リビングプロダクトデザインコース
- アート学科
  - イメージクリエイションコース
  - 絵画表現コース
- コンテンツ学科
  - 映像メディアコース
  - キャラクターデザインコース

1年制
- 研究科

## 主な出身者

### 美術
- 野田弘志
- 不二本蒼生
- 沢田としき
- 竹谷隆之
- 杉田比呂美
- 柴崎春通

### 漫画
- ムロタニツネ象
- 南波健二
- カヅホ
- 霜月かよ子
- 寺田克也
- ウノ・カマキリ
- 桂正和　※中退
- 望月淳　※中退

### 映像
- 雨宮慶太
- 佐藤嗣麻子
- 山崎貴
- 西内としお

### その他
- 村井守（ミュージシャン・銀杏BOYZ）
- おすぎ（タレント・映画評論家）